# Ardisia squarrosa
Ardisia squarrosa är en viveväxtart som beskrevs av Carl Christian Mez. Ardisia squarrosa ingår i släktet Ardisia och familjen viveväxter. Inga underarter finns listade i Catalogue of Life.